# Đông Thăng
Đông Thăng (chữ Hán giản thể: 东升镇, âm Hán Việt: Đông Thăng trấn là một trấn thuộc địa cấp thị Trung Sơn, tỉnh Quảng Đông, Cộng hòa Nhân dân Trung Hoa. Trấn này nằm ở bắc bộ Trung Sơn, có diện tích 79,2 km2, dân số 128.000 người, trong đó dân số thường trú là 67.000 người. Về mặt hành chính, trấn Đông Thăng được chia ra thành 6 thôn và 8 xã khu.